# П'єр-Жозеф Редуте

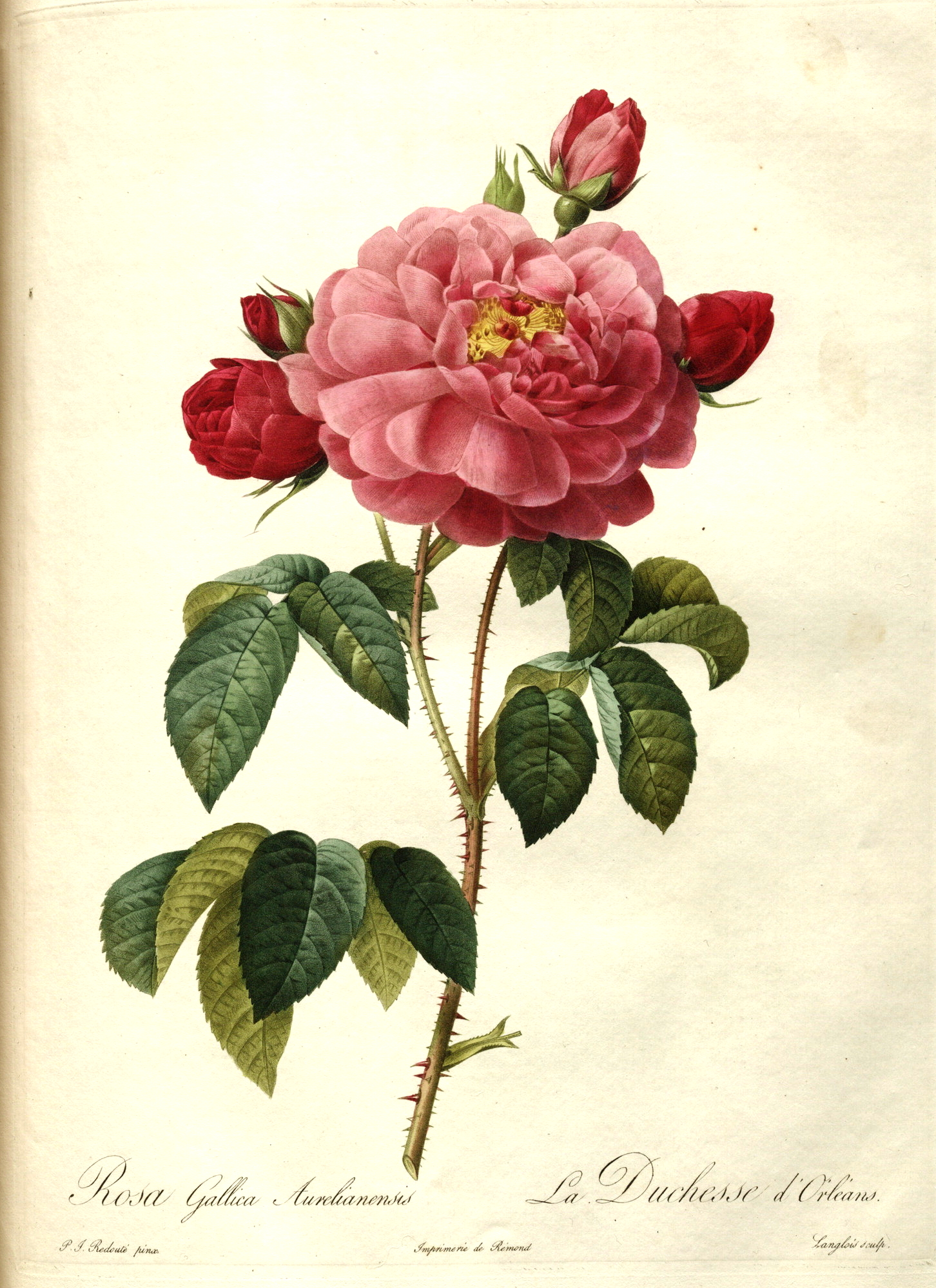
Rosa gallica aurelianensis

П'єр-Жозеф Редуте (фр. Pierre-Joseph Redouté; 10 липня 1759—19 червня 1840, Париж) — французький художник та ботанік бельгійського походження, королівський  живописець та літограф, майстер ботанічної ілюстрації. 
Його альбом акварельних ілюстрацій «Лілейні» (1802) враховуючи інфляцію є найдорожчою друкованою книгою в історії після «Птахів Америки» Дж. Одюбона.

## Біографія
П'єр-Жозеф Редуте народився у родині бельгійських художників у комуні Сент-Юбер 10 липня 1759 року. 
Він пішов з дому, коли йому було тринадцять років, вирішивши стати мандрівним художником.
У 1782 році П'єр-Жозеф Редуте приїхав до Парижа.
У 1784 році Редуте зустрівся з французьким ботаніком Шарлем Луї Леритьє де Брютелем, який запропонував йому займатися ботанічними ілюстраціями. 
У 1787 році П'єр-Жозеф Редуте переїхав у Лондон, а у 1788 році він повернувся у Париж. 
У 1809 році Редуте став викладачем живопису.
У 1835 році він став кавалером Ордена Леопольда I у Бельгії. 
П'єр-Жозеф Редуте помер у Парижі 19 червня 1840 року у віці 80 років.  

## Наукова діяльність
П'єр-Жозеф Редуте спеціалізувався на насіннєвих рослинах. 

## Основні публікації
- Geraniologia (1787—1788).
- Plantes grasses (2 volumes, 1790).
- Traité des arbres et arbustes que l'on cultive en France, par Duhamel. Nouvelle édition, avec des figures, d'après les dessins de P. J. Redouté (7 volumes, 1800—1819)
- Les Liliacées (8 volumes, 1802—1816).
- Les Roses (3 volumes, 1817—1824)[14][15].
- Choix des plus belles fleurs et de quelques branches des plus beaux fruits. Dédié à LL. AA. RR. les princesses Louise et Marie d'Orléans (1827).
- Catalogue de 486 liliacées et de 168 roses peintes par P.-J. Redouté (1829).
- Alphabet Flore (1835).

## Ілюстрації П.-Ж.Редуте

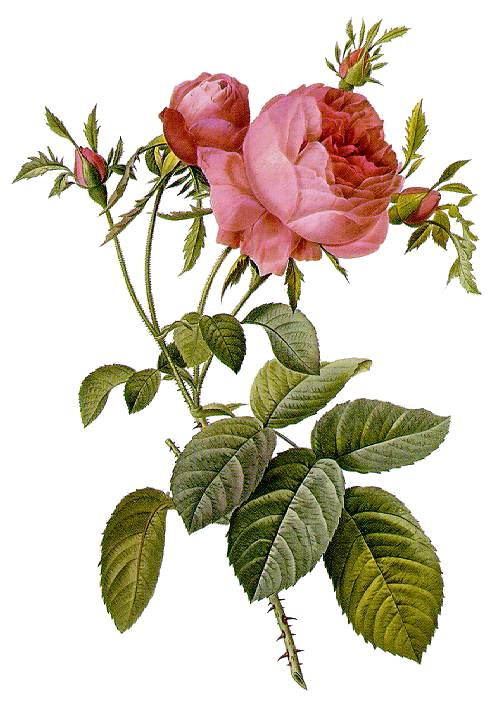
Rosa centifolia (cabbage rose)
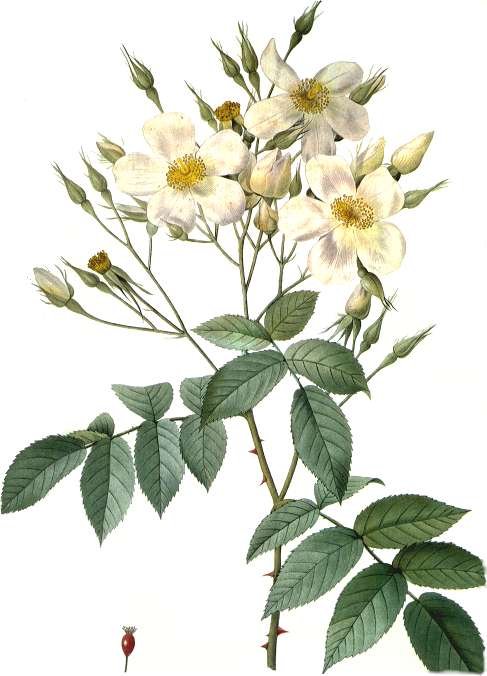
Rosa moschata (musk rose)
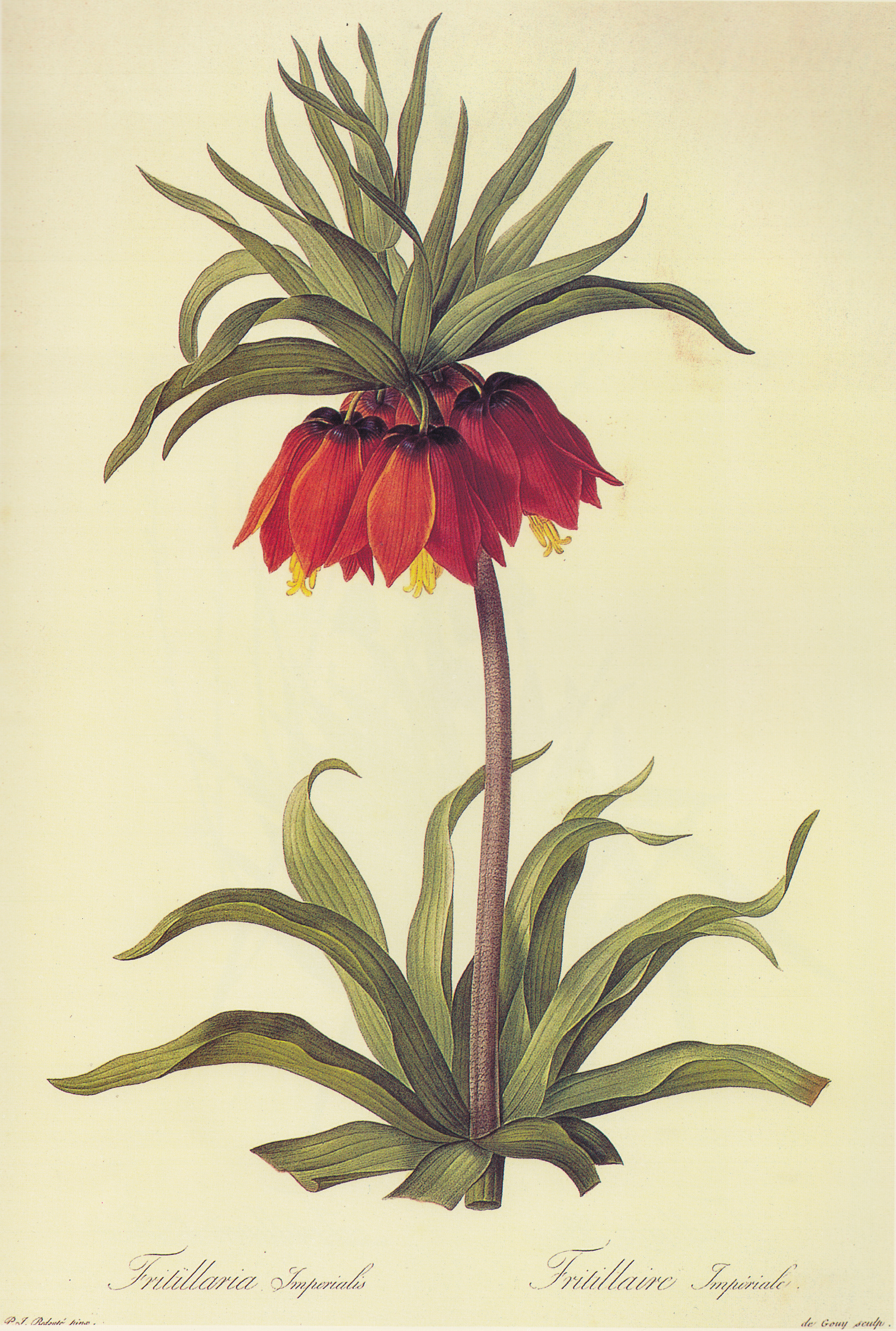
Fritillaria imperialis